# Norge i olympiska sommarspelen 1936
Norge deltog med sjuttio deltagare vid de olympiska sommarspelen 1936 i Berlin. Totalt vann de sex medaljer och slutade på artonde plats i medaljligan.

## Medaljer

### Guld
- Willy Røgeberg - Skytte, miniatyrgevär liggande

### Silver
- Henry Tiller - Boxning, mellanvikt
- Karsten Konow, Fredrik Meyer, Vaadjuv Nyqvist och Alf Tveten - Segling, 6 m-klass
- John Ditlev-Simonsen, Tit Ditlev-Simonsen, Magnus Konow, Lauritz Schmidt, Hans Struksnæs, Jacob Tullin Thams och Nordahl Wallem - Segling, 8 m-klass

### Brons
- Erling Nilsen - Boxning, tungvikt
- Fotbollslandslaget herrar (Arne Brustad, Nils Eriksen, Odd Frantzen, Sverre Hansen, Rolf Holmberg, Øivind Holmsen, Fredrik Horn, Magnar Isaksen, Henry Johansen, Jørgen Juve, Reidar Kvammen, Alf Martinsen, Magdalon Monsen och Frithjof Ulleberg)